# Issiaka Kamate
Issiaka Kamate (Aulnay-sous-Bois, 2 agosto 2004) è un calciatore francese, centrocampista dell'Inter U23.

## Carriera
Kamate è cresciuto nel settore giovanile dell'Inter, con cui ha firmato il primo contratto professionistico nel luglio del 2024.
Il 21 agosto seguente è passato in prestito all'AVS e dieci giorni dopo ha giocato il suo primo incontro ufficiale, contro il Santa Clara, in Primeira Liga. Il 29 gennaio 2025 fa ritorno anticipatamente a Milano per poi essere ceduto, due giorni dopo, in prestito al Modena, dove raccoglie 10 presenze in Serie B.

## Statistiche

### Presenze e reti nei club
Statistiche aggiornate al 16 agosto 2025.
| Stagione        | Squadra         | Campionato      | Campionato | Campionato | Coppe nazionali | Coppe nazionali | Coppe nazionali | Coppe continentali | Coppe continentali | Coppe continentali | Altre coppe | Altre coppe | Altre coppe | Totale | Totale | Totale |
| Stagione        | Squadra         | Comp            | Pres       | Reti       | Comp            | Pres            | Reti            | Comp               | Pres               | Reti               | Comp        | Pres        | Reti        | Pres   | Reti   |        |
| --------------- | --------------- | --------------- | ---------- | ---------- | --------------- | --------------- | --------------- | ------------------ | ------------------ | ------------------ | ----------- | ----------- | ----------- | ------ | ------ | ------ |
| 2024-gen. 2025  | AVS             | PL              | 8          | 0          | CP              | 1               | 0               |                    | -                  | -                  |             | -           | -           | 9      | 0      |        |
| gen.-giu. 2025  | Modena          | B               | 10         | 0          | CI              | -               | -               |                    | -                  | -                  |             | -           | -           | 10     | 0      |        |
| 2025-2026       | Inter U23       | C               | 0          | 0          | CI-C            | 1               | 1               | -                  | -                  | -                  | -           | -           | -           | 1      | 1      |        |
| Totale carriera | Totale carriera | Totale carriera | 18         | 0          |                 | 2               | 1               |                    | -                  | -                  |             | -           | -           | 20     | 1      |        |